# Orrskär, Houtskär
Orrskär är en ö i Finland. Den ligger i Skärgårdshavet och i kommunen Pargas i den ekonomiska regionen  Åboland i landskapet Egentliga Finland, i den sydvästra delen av landet. Ön ligger omkring 60 kilometer väster om Åbo och omkring 200 kilometer väster om Helsingfors.
Öns area är 2,8 hektar och dess största längd är 330 meter i nord-sydlig riktning. Ön höjer sig omkring 15 meter över havsytan.